# Le Castelet
Le Castelet è un comune francese di nuova costituzione in Normandia, dipartimento del Calvados, arrondissement di Caen. Il 1º gennaio 2019 è stato creato accorpando i comuni di Saint-Aignan-de-Cramesnil e Garcelles-Secqueville, che ne sono diventati comuni delegati.